# War Emblem
War Emblem, född 20 februari 1999, död 11 mars 2020, var ett engelskt fullblod, mest känd för att ha segrat i Kentucky Derby (2002) och Preakness Stakes (2002).

## Karriär
War Emblem var en brun hingst efter Our Emblem och under Sweetest Lady (efter Lord at War). Han föddes upp av Charles Nuckols Jr. & Sons och ägdes av Russell L. Reineman och The Thoroughbred Corp.. Han tränades under tävlingskarriären av Frank R. Springer och senare av Bob Baffert.
War Emblem tävlade mellan 2001 och 2002, och sprang in 3 491 000 dollar på 13 starter, varav 7 segrar. Han tog karriärens största segrar i Kentucky Derby (2002) och Preakness Stakes (2002). Han segrade även i Illinois Derby (2002) och Haskell Invitational Handicap (2002).
I september 2002 såldes War Emblem till familjen Yoshida i Japan för 17,7 miljoner dollar för att stallas upp som avelshingst på Shadai Stallion Station i Shiraoi, Hokkaido. Hösten 2015 pensionerades War Emblem som avelshingst återfördes till USA, där han kom att bo på Old Friends Equine Retirement i Georgetown, Kentucky. 2016 kastrerades War Emblem och blev valack.
War Emblem hittades död i sin hage på Old Friends Equine den 11 mars 2020 vid 21 års ålder. Dödsorsaken visade sig senare vara en sprucken tunntarm.

## Statistik
| #  | Datum            | Löp                           | Grupp     | Plac. | Jockey              | Ref    |
| -- | ---------------- | ----------------------------- | --------- | ----- | ------------------- | ------ |
| 1  | 4 oktober 2001   | Maiden Special Weight         | Maiden    | 1     | Alfredo Juarez, Jr. | [ 11 ] |
| 2  | 20 oktober 2001  | Manila Stakes                 | Listed    | 7     | Alfredo Juarez, Jr. | [ 12 ] |
| 3  | 23 november 2001 | Allowance                     | Allowance | 1     | Jamie Theriot       | [ 13 ] |
| 4  | 26 januari 2002  | LeComte Stakes                | Listed    | 5     | Jamie Theriot       | [ 14 ] |
| 5  | 17 februari 2002 | Risen Star Stakes             | III       | 6     | Jamie Theriot       | [ 15 ] |
| 6  | 17 mars 2002     | Allowance                     | Allowance | 1     | Alfredo Juarez, Jr. | [ 16 ] |
| 7  | 6 april 2002     | Illinois Derby                | II        | 1     | Larry Sterling, Jr. | [ 17 ] |
| 8  | 4 maj 2002       | Kentucky Derby                | I         | 1     | Victor Espinoza     | [ 18 ] |
| 9  | 18 maj 2002      | Preakness Stakes              | I         | 1     | Victor Espinoza     | [ 19 ] |
| 10 | 8 juni 2002      | Belmont Stakes                | I         | 8     | Victor Espinoza     | [ 20 ] |
| 11 | 4 augusti 2002   | Haskell Invitational Handicap | I         | 1     | Victor Espinoza     | [ 21 ] |
| 12 | 25 augusti 2002  | Pacific Classic Stakes        | I         | 6     | Victor Espinoza     | [ 22 ] |
| 13 | 26 oktober 2002  | Breeders' Cup Classic         | I         | 8     | Victor Espinoza     | [ 23 ] |